# Лез-Англь (Верхние Пиренеи)
Лез-Англь (фр. Les Angles, окс. Eths Angles) — коммуна во Франции, находится в регионе Юг — Пиренеи. Департамент — Верхние Пиренеи. Входит в состав кантона Лурд-Эст. Округ коммуны — Аржелес-Газост.
Код INSEE коммуны — 65011.

## География

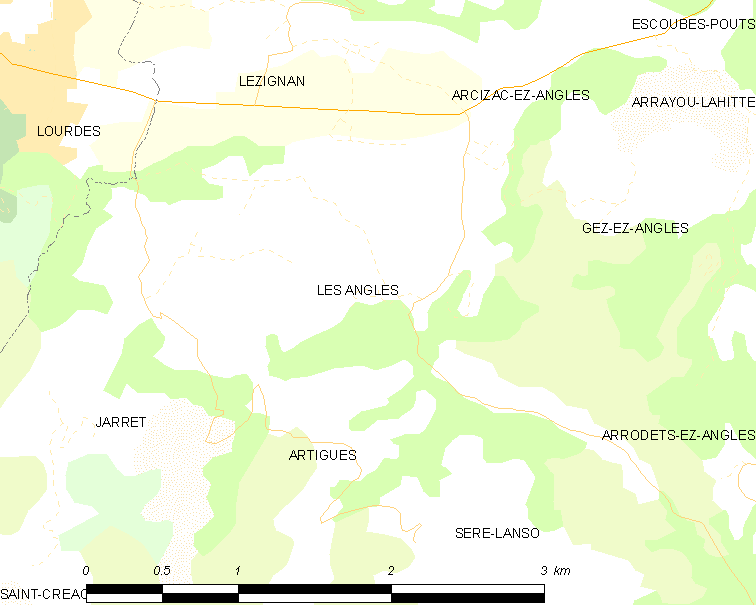
Карта коммуны

Коммуна расположена приблизительно в 670 км к югу от Парижа, в 130 км юго-западнее Тулузы, в 18 км к югу от Тарба.
По территории коммуны протекает река Эшес.

## Климат
Климат умеренно-океанический с солнечной тёплой погодой и обильными осадками на протяжении практически всего года.

## Население
Население коммуны на 2010 год составляло 126 человек.
| 1962 | 1968 | 1975 | 1982 | 1990 | 1999 | 2010 |
| ---- | ---- | ---- | ---- | ---- | ---- | ---- |
| 162  | 151  | 130  | 134  | 145  | 141  | 126  |

## Администрация
| Период | Период | Фамилия          | Партия | Примечания |
| ------ | ------ | ---------------- | ------ | ---------- |
| 1945   | 1953   | Бенжамен Кассу   |        |            |
| 1953   | 1965   | Франсуа Сенпасту |        |            |
| 1965   | 1983   | Савен Кассу      |        |            |
| 1983   | 2014   | Жан Кассу        |        |            |
| 2014   | 2020   | Ивет Лаказ       |        |            |

## Экономика
В 2010 году среди 86 человек трудоспособного возраста (15-64 лет) 64 были экономически активными, 22 — неактивными (показатель активности — 74,4 %, в 1999 году было 74,2 %). Из 64 активных жителей работали 55 человек (26 мужчин и 29 женщин), безработных было 9 (6 мужчин и 3 женщины). Среди 22 неактивных 6 человек были учениками или студентами, 12 — пенсионерами, 4 были неактивными по другим причинам.

## Достопримечательности
- Церковь Св. Стефана (XVII век)
- Замок баронов Англь

## Фотогалерея

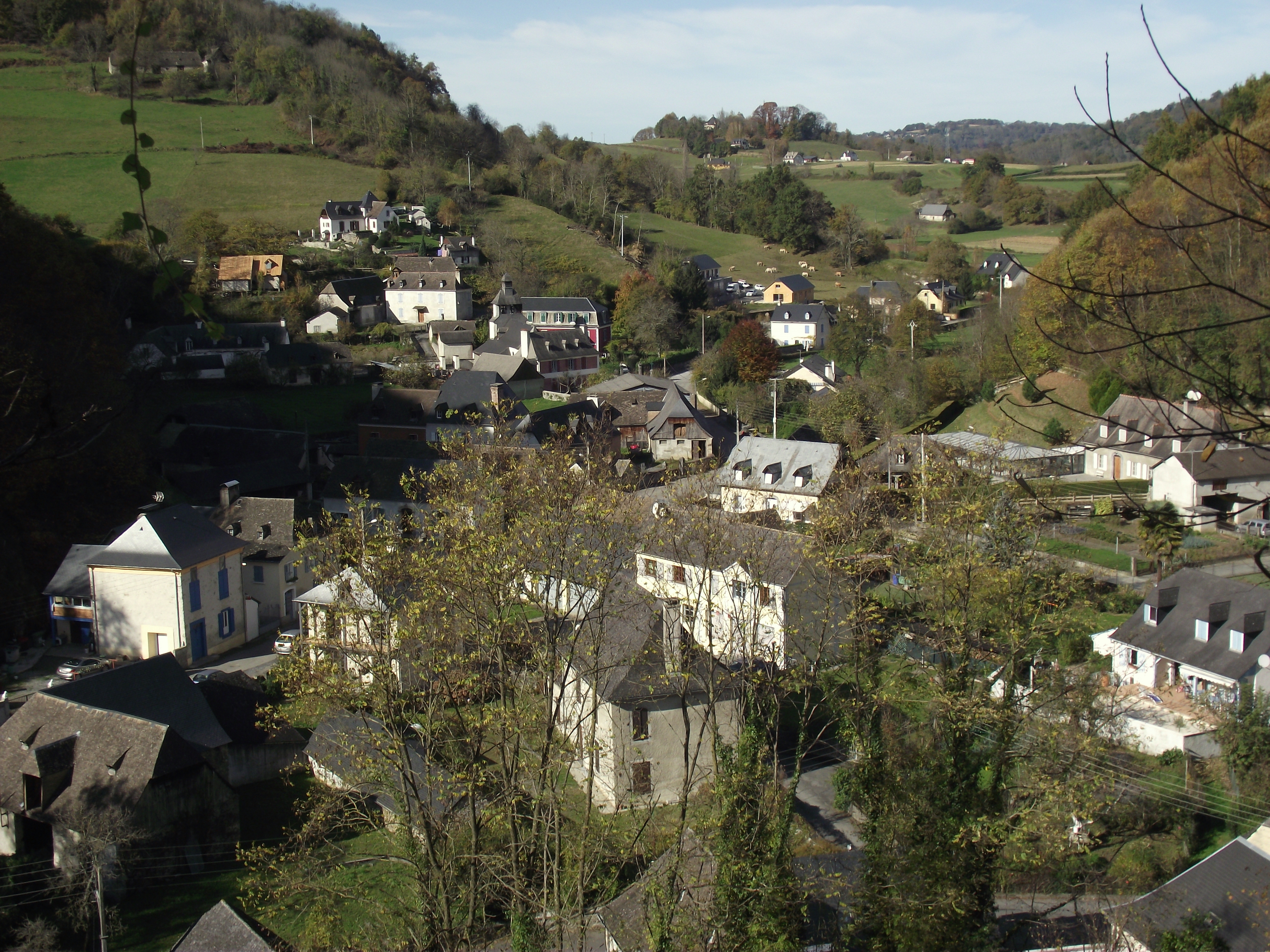
Лез-Англь
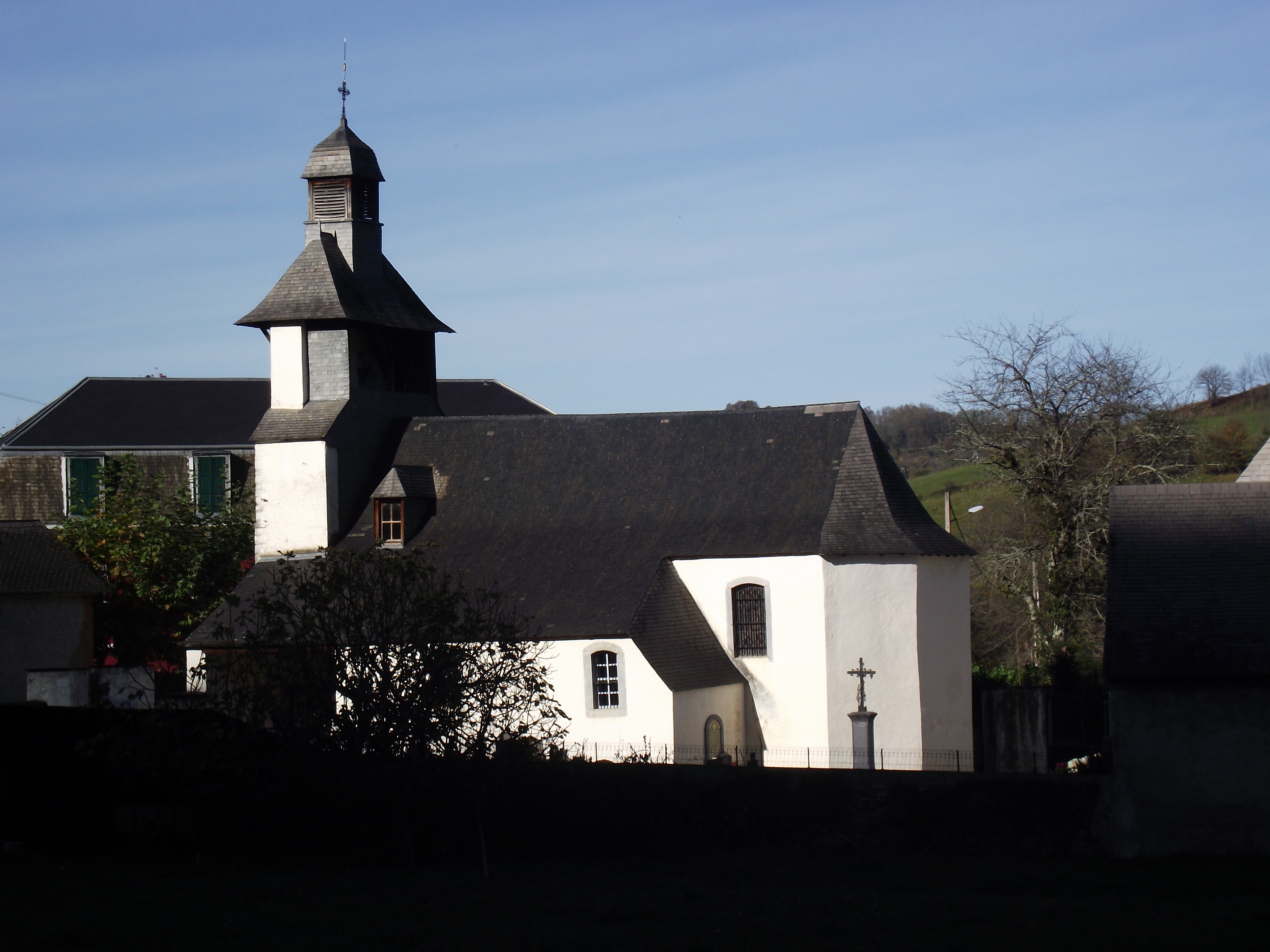
Церковь Св. Стефана
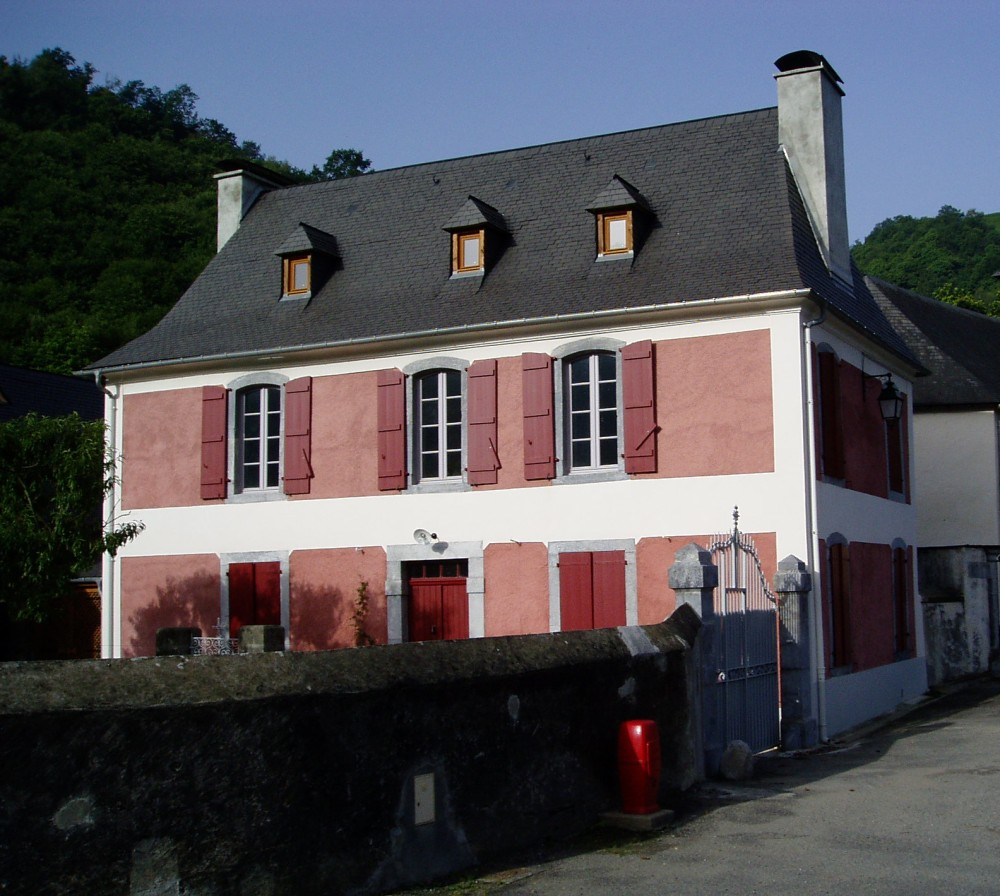
Дом священника
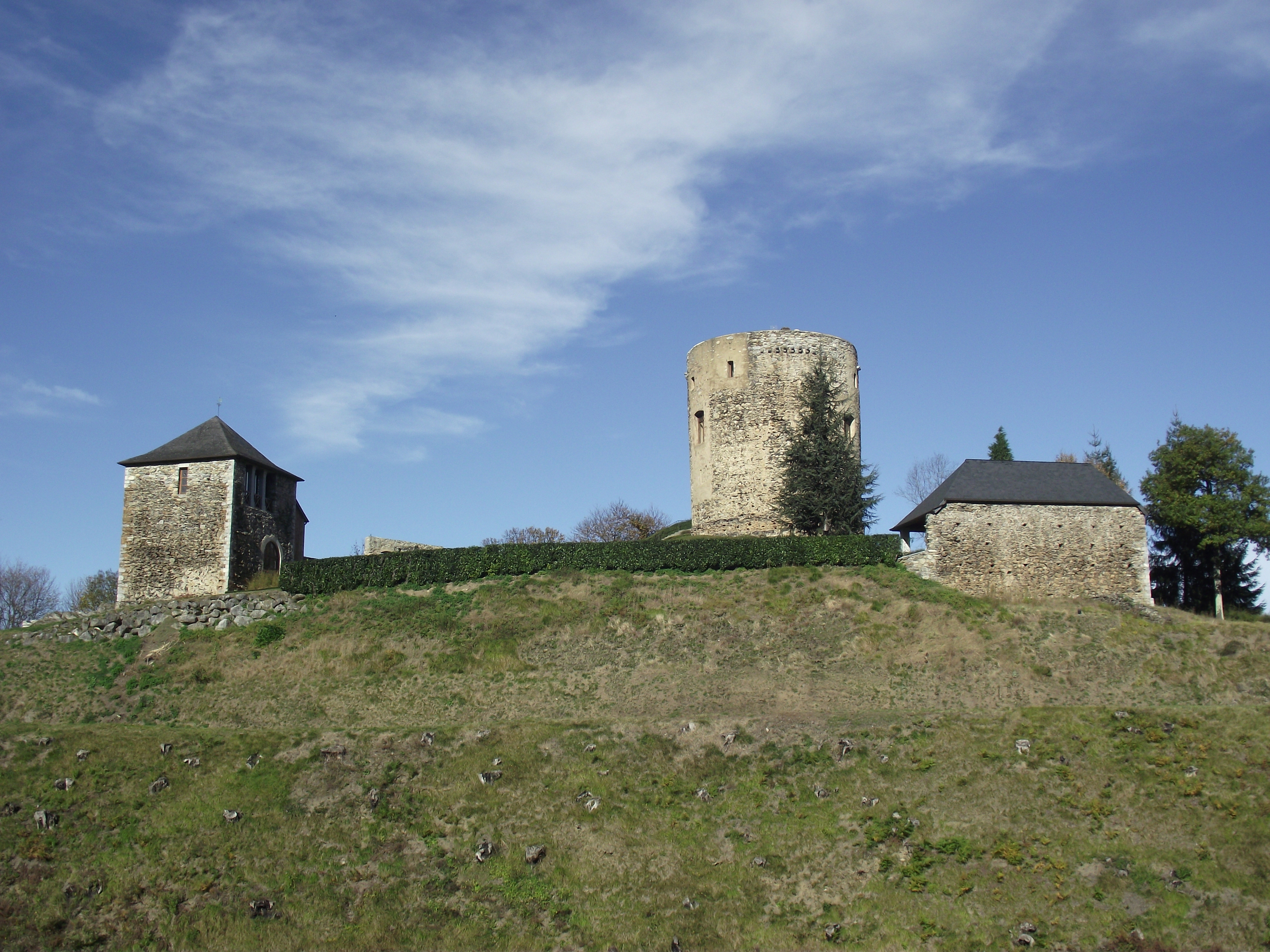
Замок баронов Англь
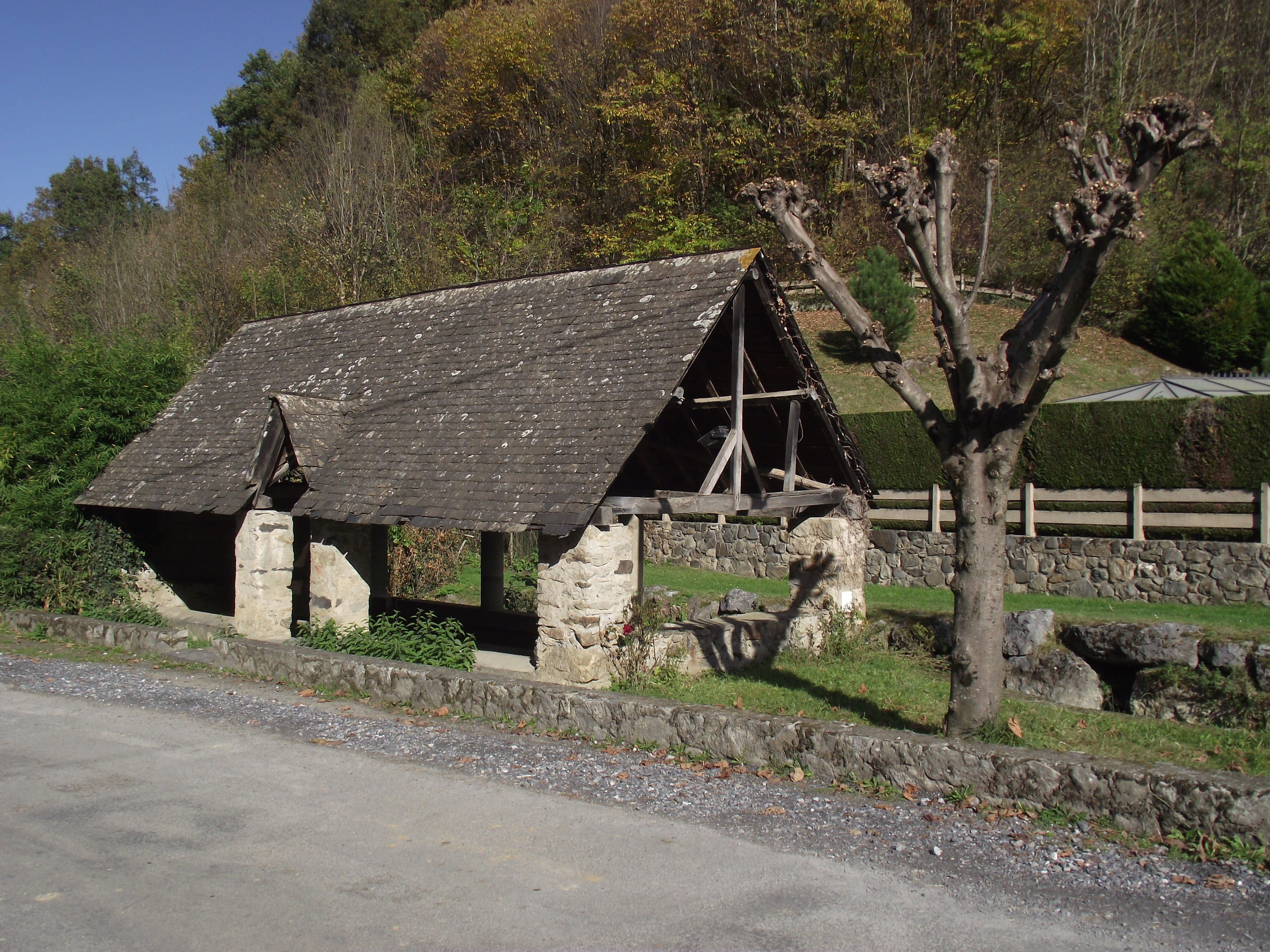
Общественная прачечная
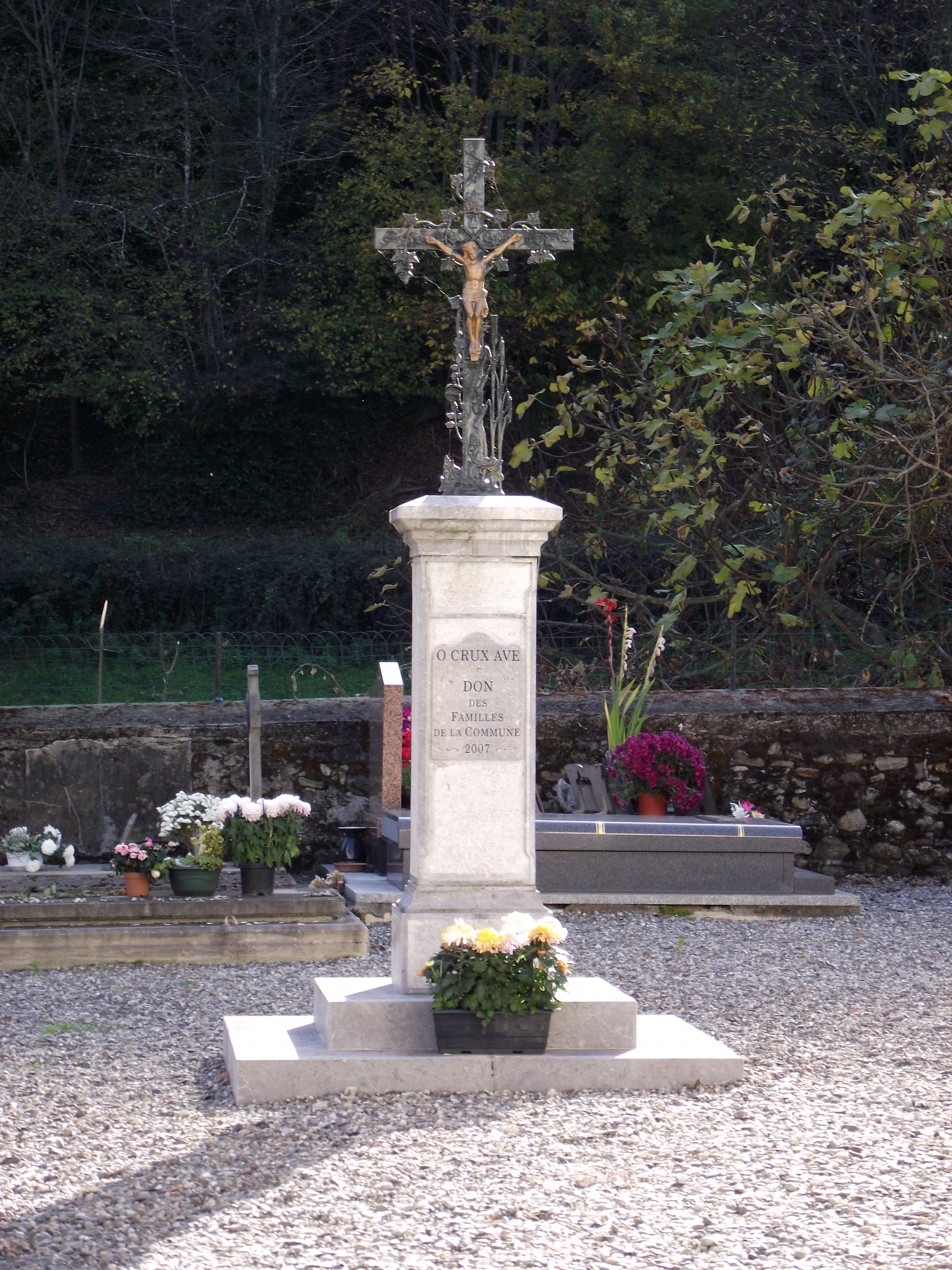
Крест на кладбище
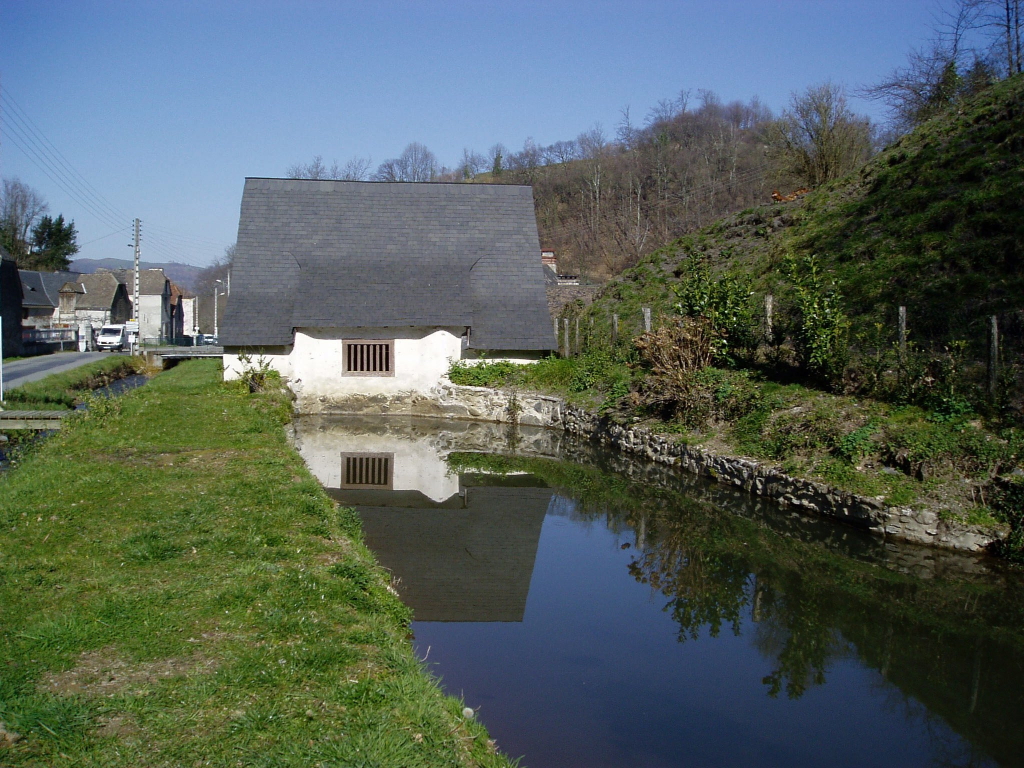
Водяная мельница